# Agnes Magnúsdóttir
Agnes Magnúsdóttir (* 27. Oktober 1795; † 22. Januar 1830) war eine isländische Mörderin. Sie war gemeinsam mit ihrem Komplizen Friðrik Sigurðsson die letzte Person, die in Island hingerichtet wurde.

## Tat und Urteil
Agnes Magnúsdóttir wurde in Nordisland geboren. Ihre Eltern, Ingveldur Rafnsdóttir und Magnús Magnússon, waren nicht verheiratet. Im Alter von sechs Jahren wurde Agnes zu einem Pächterpaar in einem anderen Teil Nordislands in Pflege gegeben. Ihre Kindheit war von Armut geprägt. Später arbeitete sie als Dienstmagd für den autodidaktischen Arzt und Heilkundigen Natan Ketilsson vom Hof Illugastaðir in Vatnsnes. Die beiden sollen eine kurze Affäre gehabt haben, aber Natan hatte auch Verhältnisse mit anderen Frauen, darunter angeblich mit der 16-jährigen Magd Sigríður Guðmundsdóttir, auf die wiederum der 18-jährige Nachbar Friðrik Sigurðsson von Katadal in Vatnsnes ein Auge geworfen hatte, wie es heißt.
In der Nacht zum 14. März 1828 brach auf Illugastaðir in Vatnsnes ein Feuer aus. Nachdem der Brand gelöscht worden war, fand man die Leichen von Natan und von dessen Besucher Pétur Jónsson im Haus. Bei der Untersuchung der Körper fand man mehrere Stichwunden. Zuletzt waren die Männer mit einem Hammer erschlagen worden, bevor das Feuer mit Haifischöl gelegt worden war. Im Laufe der Ermittlungen gestanden Agnes, die den Brand gemeldet hatte, und Sigríður dem Landrat Björn Blöndal ihre Mitwirkung am Tod der Männer. Der eigentliche Drahtzieher und Täter sei jedoch Friðrik. Dieser stritt die Tat zunächst ab, gestand sie aber nach einem Gespräch mit einem Geistlichen – so die Darstellungen.
Die Motive für die Tat sind letztlich unklar: In den Prozessunterlagen wurde eher die Vermutung geäußert, dass sich die Gruppe verschworen hatte, einen reichen Landbesitzer zu bestehlen. Denkbar ist die Vermischung eines Raubmotivs mit einem Eifersuchtsdrama. Die Autorin Hannah Kent berichtete, dass Agnes in den historischen Dokumenten als „Hexe“ und als „böse“ charakterisiert und so auch in der Öffentlichkeit wahrgenommen wurde.
Am 25. Juni 1829 wurden Agnes und Friðrik nach langer Verhandlung, die bis zum Obersten Gerichtshof nach Kopenhagen ging, zum Tod durch Enthaupten verurteilt. Sigríður, die ebenfalls zum Tode verurteilt worden war, wurde vom König begnadigt und zu lebenslangem Zuchthaus verurteilt, sie soll dort nach wenigen Jahren verstorben sein. Da es im ländlichen Island keine Gefängnisse gab, wurden die Verurteilten zwischenzeitlich auf örtlichen Bauernhöfen untergebracht.
Für die Hinrichtung wurde ein spezielles Beil aus Dänemark importiert. An dem Ereignis selbst am 12. Januar 1830 nahmen 150 männliche Vertreter aller Bauernhöfe des Bezirks teil. Guðmundur Ketilsson, der Bruder von Natan, vollzog die Exekution in der Mitte von drei Hügeln in Húnavatnssýsla, Þrístapar genannt; Friðrik wurde zuerst hingerichtet, dann Agnes. Eine christliche Bestattung wurde nicht gestattet, und die Köpfe der beiden Hingerichteten wurden auf Stangen gespießt öffentlich zur Schau gestellt. Die Köpfe verschwanden innerhalb eines Tages und tauchten erst 1930 vergraben in der Nähe der Hinrichtungsstätte wieder auf. Sie wurden gemeinsam mit den Körpern auf dem Friedhof in Tjörn beigesetzt. Auf diesem Friedhof ist auch das Opfer Natan beerdigt.
Es war das letzte Mal, dass in Island jemand hingerichtet wurde; die letzte öffentliche Hinrichtung vor dieser hatte 1760 stattgefunden. Zwar wurden in den weiteren Jahren Todesurteile verhängt, diese jedoch alle vom dänischen König aufgehoben. 1928 wurde die Todesstrafe abgeschafft.

## Rezeption
Am 9. September 2017 wurde der Fall in einem von der „Isländischen Juristischen Gesellschaft“ arrangierten Scheinprozess nach modernen Regeln neu verhandelt, mit dem Ergebnis, dass Agnes zu 14 Jahren Gefängnis statt zum Tod verurteilt wurde. Laut Davíð Þór Björgvinsson, einem der drei Richter des Scheingerichts und ehemaliger Richter am Europäischen Gerichtshof für Menschenrechte, seien im ursprünglichen Prozess nicht die Gründe für die Motive geklärt worden: „Heute würden wir versuchen, die Beweggründe für die Morde zu verstehen und vor allem, wie die beiden Frauen, die keinen anderen Platz zum Leben hatten, von ihrem Herrn behandelt wurden.“ Man könne sich vorstellen, wie sich die Beziehungen zwischen diesen Menschen entwickelt hätten und der Druck im Laufe des dunklen Winters in einem Bauernhaus von der Größe einer heutigen Kleinwohnung, einen längeren Fußmarsch vom nächsten Nachbarn entfernt, zugenommen habe.
Das Schicksal von Agnes war in Island Thema mehrerer Bücher, so 1980 des Romans Yfirvaldið von Þorgeir Þorgeirsson, der 1975 für den Literaturpreis des Nordischen Rates nominiert wurde. 1995 kam der isländische Film Agnes von Egill Eðvarðsson heraus und 2013 der Roman Burial Rites (Das Seelenhaus) der australischen Schriftstellerin Hannah Kent (2013), die auch ihre Dissertation zu diesem Thema verfasste. Das Buch von Kent wurde mit mehreren Preisen ausgezeichnet. 2017 wurde bekannt gegeben, dass Jennifer Lawrence die Rolle der Agnes in der Verfilmung von Burial Rites spielen soll. Der Starttermin des Films ist für 2025 geplant. Regisseur soll Luca Guadagnino sein.